# Liste der Naturdenkmale in Dillendorf
Die Liste der Naturdenkmale in Dillendorf nennt die im Gemeindegebiet von Dillendorf ausgewiesenen Naturdenkmale (Stand 13. Mai 2024).

## Ehemalige Naturdenkmale
| Nr. | Bezeichnung             | Lage                    | Beschreibung                                | Bild                                    |
| --- | ----------------------- | ----------------------- | ------------------------------------------- | --------------------------------------- |
|     | Rüster in der Dorfmitte | Kirchberger Straße Lage | Ulmus sp.; Rechtsverordnung 1981 aufgehoben | Direkt Bild zu diesem Denkmal hochladen |